# Osu!
osu!  este un joc de ritm gratuit dezvoltat, publicat și creat în principal de Dean „peppy” Herbert. Inspirat de jocul de ritm al lui INiS⁠(d), Osu!⁠(d) Tatakae!⁠(d) Ouendan⁠(d) , a fost scris în C# pe .NET framework,  și a fost lansat pentru Microsoft Windows pe 16 septembrie 2007. De-a lungul anilor, jocul a fost portat pe macOS, Linux, Android și iOS .
În afară de Osu! Tatakae! Ouendan , jocul a fost inspirat din titluri precum Taiko no Tatsujin, Beatmania IIDX⁠(d),  Elite Beat Agents, O2Jam, StepMania⁠(d) și DJMax⁠(d) . Jocul este foarte orientat spre comunitate, toate hărțile de ritm și melodiile redate fiind create de comunitate prin intermediul editorului de hărți din joc.  Există patru moduri de joc diferite, care oferă diferite moduri de a juca o hartă de ritm, care poate fi combinată și cu modificatori adăugabili, crescând sau scăzând dificultatea.
Modul original osu!standard rămâne cel mai popular până în prezent și, în martie 2022, jocul a avut 19.872.585 de utilizatori activi lunar, conform clasamentelor globale ale jocului.
Acesta este un link către pagina wiki a jocului, care poate include informații mult mai detaliate despre anumite elemente ale jocului.

## Gameplay și caracteristici
Există patru moduri de joc oficiale: „osu!” (numit „osu!standard”), „osu!taiko”, „osu!catch” și „osu!mania”.   Fiecare mod oferă o varietate de hărți de ritm, melodii redabile, de la deschideri de anime „de TV” până la „maratoane” care depășesc 7 minute. În osu!standard, hărțile de ritm constau din trei elemente – Ținte, glisoare și spinnere. Aceste elemente sunt cunoscute în mod colectiv sub denumirea de „obiecte nimerite” sau „Cercuri” și sunt aranjate în diferite poziții pe ecran (cu excepția spinnerului) în momente diferite în timpul unui cântec. Hărțile de ritm Taiko au ritmuri de tobe și spinner. Hărțile de ritm pentru pentru Catch au fructe și spinnere, care sunt aranjate într-o manieră de cădere orizontală. Hărțile de ritm pentru Mania sunt formate din taste (descrise ca o bară mică). Harta ritmată este apoi redată împreună cu o melodie, simulând un sentiment de ritm pe măsură ce jucătorul interacționează cu obiectele în ritmul muzicii.   Fiecare hartă ritmată este însoțită de muzică și un fundal. Jocul poate fi jucat folosind diverse periferice: cea mai comună configurație este o tabletă grafică sau un mouse de computer pentru a controla mișcarea cursorului, împreună cu o tastatură   sau o mini tastatură, compusă doar din două taste.
Jocul oferă un serviciu premium numit osu!supporter, care oferă utilizatorului multe funcții suplimentare. Jucătorii pot descărca hărți de ritm direct din interiorul jocului printr-un serviciu numit osu!direct, fără un proces îndelungat de utilizare a browserelor. Cu toate acestea, se prevede că această caracteristică va fi gratuită odată cu lansarea osu! lazer. Caracteristicile includ o pictogramă inimă lângă numele de utilizator pe osu oficial! site-ul web; sloturi suplimentare pentru hărțile în așteptare; viteză de descărcare mai mare; acces la multiplayer la versiuni de ultimă oră; prieteni, modificări alese și clasamente specifice țării; o schimbare gratuită a numelui de utilizator ; mai multe optiuni pentru personalizarea jocului (cum ar fi activarea fundalurilor de piele, precum și setarea unui videoclip ca fundal); un nume de utilizator galben în chat-ul din joc și mai multă personalizare pe pagina de utilizator (filiala „eu”).  osu!supporter nu afectează sistemul de clasare și nu oferă niciun avantaj în joc. Deși osu!supporter în sine nu este un serviciu recurent (adică este o plată unică), acesta are o perioadă de valabilitate limitată, de la 1 lună la 2 ani, moment în care, după această perioadă, ar cere jucătorului să achiziționeze pachetul din nou.

## Joc pentru comunitate dar și competitiv

### Evenimente comunitare

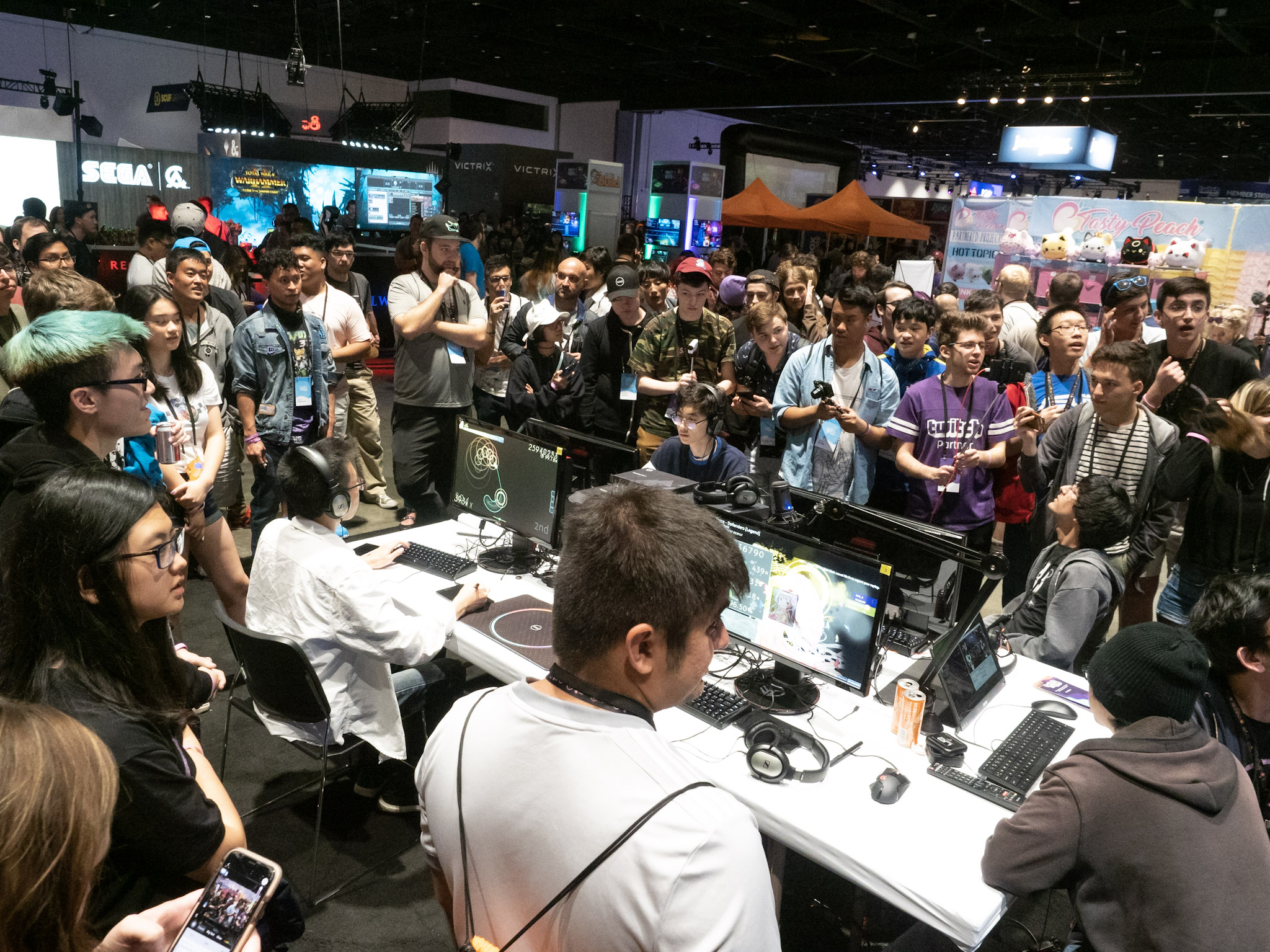
Un public care urmăreste duelul dintre idke și RyuK care concurează la osu! Standul în 2018.

osu! include, de asemenea, diferite evenimente, cum ar fi concursuri de fanart și creare de noi hărți. De asemenea, au loc evenimente și convenții neoficiale. Cel mai mare eveniment neoficial organizat în comunitate este „cavoe's osu! event”  (denumit în mod obișnuit ca eveniment osu! sau COE ), desfășurat la The Brabanthalen  din 's Hertogenbosch, Olanda . Evenimentul a fost organizat de trei ori din 2017 anual. Cu toate acestea, din cauza pandemiei de COVID-19, COE 2020 a fost anulat. Va avea loc un alt eveniment COE în 2022, care va avea loc între 1 august și 7 august. Au existat și standuri oficiale la TwitchCon și Anime Expo.
osu! a fost promovat puternic în iterațiile din 2017 și 2022 ale experimentului de artă socială de către Reddit numit Place .

### Turnee
osu! conține trei fațete principale ale competiției dintre jucători. În lobby-urile multiplayer, până la 16 utilizatori pot juca o hartă simultan. Pe hărțile individuale, jucătorii concurează pentru scoruri mari în clasamentele globale sau împotriva scorurilor ridicate stabilite de ei înșiși și de prieteni. Jucătorii concurează și cu rangurile lor, care sunt calculate prin acumularea de „puncte de performanță” (pp). pp se bazează pe dificultatea unei hărți și pe performanța jucătorului pe ea.  În iulie 2019, un jucător, Vaxei, a depășit pentru prima dată 1.000 pp, urmat de un alt jucător, idke, la mai puțin de douăzeci și patru de ore mai târziu.  
Începând cu 2011, au existat douăsprezece osu anual! Cupe Mondiale (de obicei prescurtat ca OWC), câte una pentru fiecare mod de joc ( osu!mania având două: pentru patru taste și șapte taste). Echipele pentru Cupele Mondiale sunt bazate pe țari, fiecare având până la opt jucători per echipă. Există, de asemenea, foarte multe turnee diferite găzduite de comunitate, care diferă în intervalul de rang, tipurile de hărți jucate și modul în care sunt compuse echipele.  Câștigătorii turneelor oficiale mai mari primesc în mod obișnuit premii, cum ar fi bani, obiecte, insigne de profil și/sau abonamente pentru suporteri osu!. Din acest motiv, turneele mari atrag adesea jucători cu un nivel înalt de calificare, precum și un public mare pe Twitch, acest lucru este în contrast cu turneele comunitare mai mici, care au adesea premii mici sau deloc și nu sunt urmărite de mulți oameni. Scopul acestor turnee mai mici este de a oferi majorității vaste de jucători osu! șansa de a concura numai împotriva jucătorilor din propria gamă de rang, prin utilizarea restrictiilor de rang, turneele comunitare oferind un mediu competitiv serios pentru jucătorii care nu sunt foarte calificați. Fără aceste turnee comunitare, jucătorii ar trebui să se antreneze ani de zile pentru a avea vreo șansă la un joc competitiv serios.

## Adaptări

### osu!stream
În 2011, osu!stream a fost lansat ca o adaptare a osu! pentru dispozitivele iOS care rulează IOS 6⁠(d) și versiuni ulterioare, dezvoltate și de Dean Herbert. Principala diferență dintre osu! iar osu!stream este că hărțile de ritm osu!stream nu sunt create de utilizator și sunt în schimb realizate de dezvoltatorii osu!stream. Versiunea include și câteva elemente noi de joc. 
Pe 26 februarie 2020, Herbert a anunțat că a lansat codul sursă și intenționează să oprească dezvoltarea jocului, lansând o actualizare finală care a făcut ca toate nivelurile să poată fi descărcate gratuit. 

## Proiecte asociate

### osu!cadru
osu!framework este un cadru de joc open source dezvoltat având în vedere osu!lazer. Scopul dezvoltării osu!framework-ului este de a crea un cadru de joc versatil și accesibil, care merge mai departe decât majoritatea, oferind lucruri ieșite din comun, cum ar fi grafică, procesare avansată de intrare și redare a textului. 

### McOsu
McOsu este un client de jocuri open source conceput pentru a reda hărți de ritm osu!standard, disponibil pe Windows, Linux, MacOS și Nintendo Switch . 
Accentul McOsu este de a oferi un client neoficial osu! pentru a exersa, oferind instrumente care permit jucătorilor să reîncerce anumite părți ale hărtilor. McOsu oferă și suport pentru realitate virtuală. Acest client de joc nu permite jucătorilor să câștige „puncte de performanță” sau să își mărească clasamentul oficial.

### opsu!
opsu! este un alt client de jocuri open source neoficial pentru osu!, scris în Java folosind Slick2D și LWJGL (programe din OpenGL și OpenAL) concepute pentru a juca osu! beatmaps, disponibil pe Windows, Linux și MacOS .

## Recepţie
Jeuxvideo.com⁠(d) a evaluat osu! într-un mod favorabil, cu 18/20 de puncte în 2015.  În 2010, recenzentul MMOGames.com, Daniel Ball, a spus că, deși jocul era foarte asemănător cu Elite Beat Agents, acesta a fost diferențiat prin biblioteca mare a comunității sale de conținut și personalizare de înaltă calitate creată de comunitate.  osu! a fost folosit și recomandat de jucători e-sport precum Ninja și EFFECT, ca o modalitate de a se încălzi și de a-si exersa ținta.